# Ведано-Олона
Ведано-Олона (итал. Vedano Olona) — коммуна в Италии, располагается в провинции Варесе области Ломбардия.
Население составляет 7221 человек (на 2004 г.), плотность населения составляет 998 чел./км². Занимает площадь 7 км². Почтовый индекс — 21040. Телефонный код — 0332.
Покровителем коммуны почитается святой Маврикий, празднование 22 сентября.